# آلن آودیچ
آلن آودیچ (۳ آوریل ۱۹۷۷) یک بازیکن فوتبال اهل بوسنی و هرزگوین است. وی در تیم ملی فوتبال بوسنی و هرزگوین بازی کرده است.